# カリン・アイテン
カリン・アイテン（英語:Karin Iten 1956年8月11日 – 2010年5月18日）は、スイスのフィギュアスケート選手（女子シングル）。1973年欧州選手権銅メダリスト。

## 経歴
スイスのチューリッヒにあるヴィンタートゥールで伝説のコーチと言われるジャック・ゲルシュヴィラーにスケート技術を習う。
1971-72シーズンから1974-75シーズンの4年間、世界選手権とヨーロッパ選手権に参加し、1973年の世界選手権で3位に入っている。これはスイスの女子シングル部門における最初のメダリストである。
カリンはデニス・ビールマンに先駆けてビールマンスピンを披露していた。ビールマンが初めてビールマンスピンを披露したのは1977年ヨーロッパフィギュアスケート選手権であり、カリンの選手生活はそれよりも前で終わっている。
カリンが行ったビールマンスピン（カリンのビールマンスピン）はデニス・ビールマンが行ったものに近いが、ブレードを掴んだ両腕の肘が90度曲がっているし、頭の上に持ち上げた足の膝も90度曲がっていて完全なビールマンポジションでは無かった。カリンは14歳の時から糖尿病を患っており、それが原因で1975年で競技生活を引退した。
引退後、糖尿病のために療養し、6年かけて膵臓と腎臓の移植手術をうけた。にもかかわらず、2010年に糖尿病の合併症で逝去した。

## 主な戦績
| 大会/年            | 1971-72 | 1972-73 | 1973-74 | 1974-75 |
| ------------------ | ------- | ------- | ------- | ------- |
| 世界選手権         | 12      | 6       | 5       | 21      |
| 欧州選手権         | 15      | 3       | 5       | 10      |
| スイス選手権       |         | 1       | 1       | 1       |
| リッチモンド杯     |         | 2       |         |         |
| サンジェルヴェ国際 |         | 1       |         |         |